# Every Little Bit Hurts
Every Little Bit Hurts è un brano musicale del 1964 scritto da Ed Cobb e registrato originariamente da Brenda Holloway per la Motown.

## Versione di Alicia Keys
Il brano è stato pubblicato nel 2006 come cover dalla cantante statunitense Alicia Keys, estratto dal suo album dal vivo Unplugged.

### Tracce
- Download digitale

1. Every Little Bit Hurts